# Henrik Beskow
Henrik Nicolaus Beskow, född 3 februari 1759 i Stralsund, död 20 mars 1835 i Stockholm, var en svensk kopparstickare och grosshandlare.
Beskow studerade konst för Louis Jean Desprez omkring 1788–1791. Han var efter studierna huvudsakligen verksam som Desprez förtrogne gravör och utförde ett stort antal gravyrer efter Desprez pennteckningar. En av hans mest kända gravyrer är Amor- och Psyke-templet i Haga. Beskow är representerad vid Nationalmuseum i Stockholm.